# كاتارينا مرافيكوفا
كاتارينا مرافيكوفا مواليد 28 ديسمبر 1977 في ترنتشين، سلوفاكيا، هي لاعبة كرة يد سلوفاكية معتزلة لعبت كجناح أيمن. مثلت منتخب سلوفاكيا لكرة اليد للسيدات.